# Ternovszky Béla (rajzfilmrendező)
Ternovszky Béla (Budapest, 1943. május 23. –) Kossuth- és Balázs Béla-díjas magyar rajzfilmrendező, érdemes művész. Nemzetközileg is ismert alkotása a Macskafogó.

## Életpályája
1961-ben az érettségi letétele után beiratkozott a Marxizmus-Leninizmus Esti Egyetem filozófia–esztétika szakára, ahol 1964-ben szerzett diplomát. Ezután a Pannónia Filmstúdiónál, később pedig a Filmvállalatnál helyezkedett el. Kezdetben rajzoló volt, majd mozdulattervező és rendező.
1979-ben a Német Szövetségi Köztársaságban az Infafilmmel a Bayerischer Rundfunk bajor televíziónál dolgozott. A sikeres Pumukli kalandjai-sorozat elkészítése után, 1995 és 2005 között a Stúdió II. Kft. egyik tulajdonosa és rendezője is. 2003-ban vonult nyugalomba.
Első saját rövidfilmje, a Modern edzésmódszerek számos hazai és nemzetközi fesztiváldíjat nyert. Nemzetközi hírnévre a Macskafogó című nagy sikerű rajzfilmmel tett szert 1986-ban. De már sokkal korábban – a Nepp József által írt – Öt perc gyilkossággal is jelentős fesztiválsikereket ért el.
Nős, felesége Ács Karola gyártásvezető. Három leányuk van.

## Díjai
- Balázs Béla-díj (1983)
- Érdemes művész (1987)
- Kossuth-díj (2022)[2]
- A Magyar Filmakadémia életműdíja (2023)[3]

## Filmjei
- Dióbél királyfi (rajzoló, 1963) (13')
- Peti és az időgép (1967) (6')
- Modern edzésmódszerek (1970) (7')
- Tandem (1971) (5')
- Mézga család (sorozat, 1969, 1972, 1978) (26'/epizód)
- Kérem a következőt! (sorozat, 1973, 1974, 1983) (12'/epizód)
- János vitéz (mozdulattervező, 1973) (73')
- Tartsunk kutyát! (1974) (7')
- Cini és Pufi (1975) (5')
- Mindennek van határa (1975) (7')
- Gusztáv-sorozat (társrendező, 1976–1977) (5'/epizód)
- Pumukli (1982, 1988) (26'/epizód)
- Leó (sorozat, 1980) (3'/epizód)
- Macskafogó (1986) (92')
- Tüskeböki és pajtásai (sorozat Szórády Csabával, 1994) (26'/epizód)
- Rubbish (sorozat, 1995) (5'/epizód)
- Egérút (1999) (87')
- Macskamesék (2001) (1–2.) (14'/epizód) (tervezet)
- Hüje Robinzon (2002) (3')
- Mézga család és az ámítógép (2005) (1–2.) (11'/epizód) (tervezet)
- Macskafogó 2. – A sátán macskája (2007) (91')

## Portréfilm
- Kontúr – Ternovszky Béla (2022)